# Shawan Jabarin

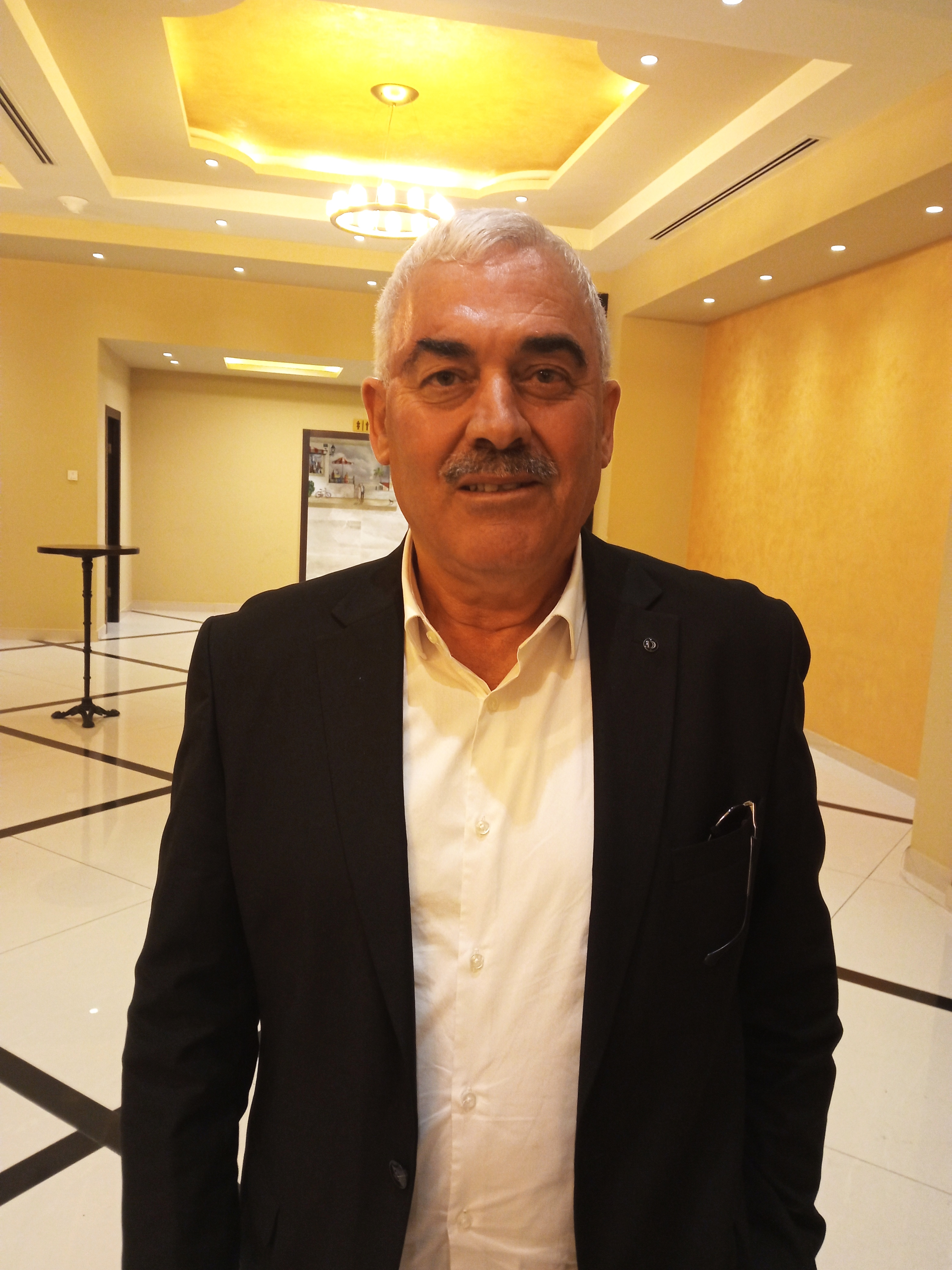

Shawan Jabarin (auch Shawan Dschabarin; arabisch شعوان جبارين, DMG Šaʿwān Ǧabārīn; * 1960 in Sa'ir, Westjordanland) ist ein palästinensischer Menschenrechtler.
In den 1980er-Jahren studierte er an der Universität Bir Zait, wo er seit 2010 auch unterrichtet. Er ist Vorsitzender der Menschenrechtsorganisation Al-Haq mit Sitz in Ramallah und Mitglied des Advisory Boards von Human Rights Watch für den Nahen Osten und Nordafrika. Seit 2006 hat Israel gegen Jabarin ein Ausreiseverbot verhängt, so dass er 2009 den Geuzenpenning-Preis nicht in Dänemark entgegennehmen konnte.
Im Oktober 2021 stufte Israel die Al-Haq als Terrororganisation ein. Sie soll verdeckt für die Volksfront für die Befreiung Palästinas tätig gewesen sein, von deren Vertretern kontrolliert werden und humanitäre Hilfsgelder für die Finanzierung der Terrororganisation zu verwenden. Jabarin bestreitet die Vorwürfe. Israel legte keine Belege für diese Aussagen vor. Amnesty International und Human Rights Watch kritisierten den Schritt als einen Angriff auf die internationale Menschrechtsbewegung. Das Menschenrechtsbüro der Vereinten Nationen zeigte sich alarmiert. Die USA und EU, die nicht vorab informiert waren, forderten von der israelischen Regierung weitere Informationen an. Im November 2021 teilte der irische Außenminister Simon Coveney mit, dass weder Irland noch der Europäischen Union Beweise für die israelischen Behauptungen trotz mehrfacher Nachfrage vorgelegt wurden. De facto hat Israel die Arbeit der Menschenrechtsorganisationen vor Ort unmöglich gemacht, was von einigen Beobachtern als das eigentliche Ziel der unbelegten Einstufung gesehen wird.